# 수리 논리학
수리논리학(數理論理學, 영어: mathematical logic) 또는 기호논리학은 논리학에서 사용하는 명제들을 수학적인 기호로 표시하는 학문이다. 고틀로프 프레게, 버트런드 러셀, 폴 조지프 코언 등이 개척한 분야로서 일상 언어와 같은 자연언어의 사용에서 올수있는 복잡성과 오류의 용이성을 제거하고 명제를 효과적으로 쉽게 다룰 수 있도록 하기 위해 도입한 현대 논리학 이론으로서, 기호를 많이 사용하여 '기호 논리학'(symbolic logic)이라고도 한다. 컴퓨터 과학 및 철학논리와 밀접하게 연관되어 있다.
이 분야는 논리학 및 형식논리의 타 분야로의 응용에 관한 수학적 연구를 포함하고 있으며, 통합적으로는 형식 체계의 표현력과 형식 증명 체계의 연역 가능성에 관한 연구를 포함한다.
수리논리학은 종종 집합론, 모형 이론, 재귀 이론, 증명 이론, 구성적 수학 등의 하위 분야로 나뉜다. 이 분야들은 공통적으로 1차 논리와 정의가능성 등의 기본적인 논리학적 결과들을 바탕으로 하고 있다.
수리논리학은 처음 출현한 이후 줄곧 수학기초론의 연구와 영향을 주고 받았다. 이 연구는 19세기 말 기하학, 대수학, 해석학의 공리적 구조의 개발과 함께 시작되었다. 20세기 초에는 수학기초론의 무모순성을 증명하려는 다비트 힐베르트의 연구에 의해 다듬어졌다. 쿠르트 괴델과 게르하르트 겐첸 등은 그 연구에 일부 해결 방법을 제시하였고 무모순성 증명과 관련한 문제들을 명확히 하였다. 비록 몇몇 정리들이 집합 이론의 공리 체계에서 증명 불가능하지만, 집합 이론에서의 연구는 거의 모든 일반적인 수학은 집합의 형태로 형식화할 수 있다는 것을 보여주었다. 수학기초론에서 최근의 연구는 종종 모든 수학을 전개할 수 있는 이론을 찾기보다는 수학의 어느 부분이 특정 형식 체계에서 형식화할 수 있는지 찾는 데 중점을 두고 있다.

## 기호의 예
| 언어               | 기호                              |
| ------------------ | --------------------------------- |
| 그리고             | {\displaystyle \cdot ,\land }     |
| 또는               | {\displaystyle \lor }             |
| 만일 A 이면 B 이다 | {\displaystyle A\subset B,A\to B} |
| 아니다             | {\displaystyle -,\neg }           |

## 추론 형식
| 형식 | 구조 | 추론     |
| ---- | --- | -------- |
| F1   | 전가언 3단논법(3명제 모두가 가언 명제)                                                                               | 간접추론 |
| F2   | 혼합가언 전건긍정 3단논법(대전제 가언 ·소전제 정언 명제)                                                             | 간접추론 |
| F3   | 혼합가언 후건부정 3단논법(대전제 가언·소전제 정언)                                                                   | 간접추론 |
| F4   | 혼합선언 부정3단논법(대전제 선언 명제·소전제 정언)                                                                   | 간접추론 |
| F5   | 드 모르간의 법칙 {\displaystyle \neg (P\lor Q)=\neg P\land \neg Q} {\displaystyle \neg (P\land Q)=\neg P\lor \neg Q} | 직접추론 |
| F6   | 연언 명제 | 직접추론 |
| F7   | 연언 명제의 분리(Conjunction Elimination)                                                                            | 직접추론 |
| F8   | 이중부정 | 직접추론 |

## 고전 논리학과 기호 논리학의 비교
| 명제   | 고전 논리학                        | 기호논리학의 기호화                            | 기호논리학의 근거제시 |
| ------ | ---------------------------------- | ---------------------------------------------- | --------------------- |
| 전제 1 | 만약 A가 B라면 C가 아니거나 D이다. | {\displaystyle (A\subset B)\subset (-C\lor D)} | (-C)                  |
| 전제 2 | A는 E이거나 또는 C이다.            | {\displaystyle A\subset (E\lor C)}             | (E)                   |
| 전제 3 | A는 B이다.                         | {\displaystyle A\subset B}                     |                       |
| 전제 4 | A는 D가 아니다.                    | {\displaystyle A\subset -D}                    |                       |
| 결론1  | A는 C가 아니다.                    | {\displaystyle A\subset -C}                    | 전제1,전제4, F3       |
| 결론2  | A는 E이다.                         | {\displaystyle A\subset E}                     | 전제2,결론1, F3       |

기호논리학은 복잡한 자연언어의 문장들로 구성된 추론들로부터 기호화된 추론 형식을 적용함으로써 타당성 검증이 가능하게 한다.

## 같이 보기
- 수학 원리
- 프레게
- 버트런드 러셀
- 화이트헤드
- 1차논리
- 술어논리
- 직관논리

## 참고 문헌
- 林禎垈 (1982년 11월). 《數理論理學》. 연세대학교 출판부. ISBN 89-7141-226-7. 2015년 4월 24일에 원본 문서에서 보존된 문서. 2014년 11월 24일에 확인함.
- Kleene, S. C. (1997). 《數理論理學》. 朴漢植 역. 교학연구사. ISBN 978-89-3540174-1.
  - Kleene, S. C. (1967). 《Mathematical logic》 (영어). Wiley. Zbl 0149.24309.
- 鄭祚燮 (1993). 《經濟分析과 數理論理學》. 경제 과학 시리즈 1. 중앙대학교 출판부.
- 尹英洙 (1981). 《數理論理學》. 형설출판사.
- 손병홍 (2008). 《논리학: 명제논리와 술어논리》. 장서원. ISBN 978-89-9127359-7.
- Enderton, Herbert B. (2002). 《A mathematical introduction to logic》 (영어) 2판. Academic Press. doi:10.1016/B978-0-08-049646-7.50001-1. ISBN 978-0-12-238452-3. Zbl 0992.03001. 2014년 11월 26일에 원본 문서에서 보존된 문서. 2014년 11월 24일에 확인함.